# Подвиги Геракла: Геракл и царица Лидии
«Подвиги Геракла: Геракл и царица Лидии» (итал. Ercole e la regina di Lidia) — итальянский приключенческий фильм 1959 года, поставленный режиссёром Пьетро Франчиши по мотивам трагедий Софокла «Эдип в Колоне» и Эсхила «Семеро против Фив». Премьера фильма состоялась 14 февраля 1959 года в Италии.

## Сюжет
Странствующего Геракла просят рассудить братьев Этеокла и Полиника в притязаниях на царствование в Фивах. Прежде чем выполнить поставленную задачу, Геракл утоляет жажду водой из волшебного источника и, загипнотизированый танцем девушки, теряет память и становится пленником лидийской царицы Омфалы. Властительница удерживает мужчин, пока они ей не наскучат, а затем превращает их в статуи. Пока молодой Одиссей пытается помочь Гераклу восстановить память, Этеокл собирается бросить жену Геракла Иолу на растерзание диким зверям. Геракл спасает свою жену и помогает фиванцам в войне против войск Полиника. Оба брата сражаются за трон и убивают друг друга. Народ Фив избирает своим правителем Креонта.

## В ролях
- Стив Ривз — Геракл
- Сильва Кошчина — Иола
- Сильвия Лопес — Омфала
- Серджо Фантони — Этеокл
- Миммо Пальмара — Полиник
- Габриэле Антонини — Одиссей
- Фульвио Каррара — Кастор
- Вилли Коломбини — Полидевк
- Патриция Делла Ровере — Пенелопа
- Фульвия Франко — Антиклея
- Карло Д’Анджело — Креонт
- Андреа Фантазиа — Лаэрт
- Даниэле Варгас — Амфиарай
- Джино Маттера — Орфей
- Альдо Фьорелли — Аргос
- Чезаре Фантони — Эдип
- Уолтер Грант — Асклепий

## Съёмочная группа
- Режиссёр-постановщик: Пьетро Франчиши
- Авторы сценария: Эннио де Кончини и Пьетро Франчиши
- Продюсер: Бруно Вайлати
- Исполнительный продюсер: Феруккьо Де Мартино
- Композитор: Энцо Масетти
- Оператор-постановщик: Марио Бава
- Монтажёр: Марио Серандреи
- Художник-постановщик: Массимо Тавацци
- Художник по костюмам: Мария Барони
- Гримёр: Отелло Фава
- Постановщик спецэффектов: Марио Бава